# Das Berliner Requiem
Das Berliner Requiem (en català, El rèquiem berlinès) és una cantata que el compositor alemany Kurt Weill va compondre a finals de 1928 a partir de poemes de Bertolt Brecht, com a encàrrec de la Ràdio de Frankfurt. L’estrena va tenir lloc el 22 de maig de 1929. Té una durada aproximada de 21 minuts.
L'obra està prevista per a tenor, baríton, un cor masculí de tres veus i orquestra de vent, amb guitarra, banjo i orgue.
Malgrat el seu títol, no és una missa de rèquiem, sinó que el mateix Weill la considerava un «rèquiem secular que dona veu als sentiments de l'home contemporani envers la mort».
La lletra està formada per poemes de Brecht sobre morts oblidats. La primera versió d’aquesta obra utilitzava set poemes:
1. Vom Tod im Wald (Mort al bosc)
2. Können einem toten Mann nicht helfen (No puc ajudar un home mort)
3. Ballade vom ertrunkenen Mädchen (Balada de la noia ofegada)
4. Marterl (Memorial)
5. Erster Bericht über den unbekannten Soldaten unter dem Triumphbogen (Primer informe sobre el soldat desconegut enterrat sota l’Arc de Triomf)
6. Zweiter Bericht über den unbekannten Soldaten unter dem Triumphbogen (Segon informe sobre el soldat desconegut enterrat sota l’Arc de Triomf)
7. Großer Dankchoral (Gran cor de gratitud)

Aquest esquema va tenir diversos canvis, amb inclusions i supressions, sense que Weill arribés a establir-ne una versió definitiva, i amb la partitura manuscrita original actualment perduda. Durant anys després de la mort de Weill, es va sentir sobretot la Ballade vom ertrunkenen Mädchen, interpretada per Lotte Lenya. Posteriorment, l’obra ha estat recuperada en diverses edicions.